# Adolf Müller (Jurist, 1886)
Adolf Müller (* 21. Januar 1886 in Miesenbach/Pfalz; † 20. Januar 1974 ebenda) war ein deutscher Verwaltungsjurist, Ministerialbeamter und Politiker.

## Leben
Als zweiter Sohn eines Großbauern studierte Müller Rechtswissenschaften an der Julius-Maximilians-Universität Würzburg und wurde mit dem Werk „Entwicklung der pfälzischen Landwirtschaft im 19. Jahrhundert“ zum Dr. jur. et rer. pol. promoviert. 1913 bestand er die Große Staatsprüfung und im darauf folgenden Jahr wurde er wissenschaftlicher Mitarbeiter im Statistischen Landesamt in München. Nach dem Militärdienst im Ersten Weltkrieg und anschließender Kriegsgefangenschaft erhielt er 1919 eine Anstellung als Hilfsreferent beim Statistischen Reichsamt in Berlin. 1920 wurde er Regierungsrat, 1923 Oberregierungsrat, 1925 Ministerialrat. 1921/22 war er im Reichsministerium für Ernährung und Landwirtschaft tätig, 1922/23 im Reichsinnenministerium und 1923 bis 1930 im Reichsministerium für die besetzten Gebiete, wo er das Referat für die wirtschaftliche Betreuung leitete. 1930 wechselte er wieder ins Innenministerium.
Sein größter Erfolg als Ministerialbeamter war der Abbau der Zwangsabgaben der Bauern in der Pfalz und die Einführung einer regelmäßigen Reichswesthilfe, die die Landwirtschaft, Grenzgänger und Grubenarbeiter förderte. Im Dritten Reich war er von 1933 bis 1944 stellvertretender Direktor der Reichsstelle für das Auswanderungswesen. In dieser Zeit beförderte er auch den Absatz von pfälzischem Wein in Berlin durch Einrichtung von Pfälzer Weinstuben.
Im Zweiten Weltkrieg leistete Müller als Reserveoffizier abermals Kriegsdienst und kehrte nach der Kriegsgefangenschaft nach Miesenbach/Pfalz zurück. Er gehörte 1946 mit Franz Zapf zu den Gründern des Sozialen Volksbunds Hessen-Pfalz, der am 11. Mai 1946 die Zulassung der französischen Militärregierung erhielt und unmittelbarer Vorläufer der heutigen FDP Rheinland-Pfalz war. Müller wurde Mitglied des vorläufigen Parteivorstands, zog sich aber bald aus dem politischen Tagesgeschäft zurück. Er wurde in den 1950er Jahren noch als Bürgermeisterkandidat für Miesenbach aufgestellt. Sein politischer Nachlass wird im Stadtmuseum Homburg verwahrt.

## Schriften
- Die Grundlagen der pfälzischen Landwirtschaft. Leipzig: Deichert, 1912
- Der Kampf um die Saar. Leipzig: Reclam, 1934